# Jacob De la Gardie
Ej att förväxla med fältmarskalken Jakob De la Gardie (1583-1652)
Jacob Gustaf De la Gardie, född 16 juni 1768 i Jakob och Johannes församling, Stockholm, död där 26 april 1842, var en svensk greve, militär och politiker; lantmarskalk 1834–1835. Dessutom tilldelad titeln En av rikets herrar, samt utmärkelserna serafimerriddare, kommendör av Svärdsorden, kommendör av Nordstjärneorden samt riddare av Carl XIII:s orden.

## Bakgrund
Jacob De la Gardie var son till Pontus Fredrik De la Gardie och dennes andra hustru, friherrinnan Hedvig Eva Rålamb, och den äldste av faderns söner som överlevde spädbarnsåren.
Han började 1785 tjänstgöra vid Lätta dragonerna av livgardet. Han blev kapten 1788, men tog av politiska skäl avsked under riksdagen 1789. 1792 blev han kaptenlöjtnant vid Kunglig Majestäts drabanter – den så kallade Livdrabantkåren – och knöts till hovet, där han 1829 blev övermarskalk hos drottningen. Inom armén avancerade han till generalmajor (1812), generallöjtnant (1818) och general av kavalleriet (1826). Såsom diplomat verkade han i Wien 1799–1801. Perioden 1813–1819 var han envoyé i Madrid. Inom politiken intog han vid flera tillfällen en ganska framträdande roll. Han var lantmarskalk för riddarhuset för Pommern och Rügen vid Pommerns lantdag i Greifswald 1806 och ordförande i hemliga utskottet vid 1809 års riksdag i Sverige. Tillsammans med Erik Ruuth var han ledare för de så kallade "gustavianerna" vid riksdagen. Gustavianerna ville ha den avsatte kung Gustav IV Adolfs son som tronföljare. Han väckte uppseende med ett förslag att adeln skulle avsäga sig alla privilegier förutom sköldemärkena. Han ville införa en ny nationalrepresentation, "mer förenlig med tidevarvets upplysning, varje medborgares rätt och det allmännas nytta" och en förändring av den nya regeringsformen.
Vid 1812 års riksdag var han ordförande i bankoutskottet och 1834–1835 lantmarskalk. Han var ledamot av Rikets allmänna ärendens beredning från 1812 och ordförande från 1819. Vidare deltog han när Stockholms stads sparbank grundades 1821. Tillsammans med Rutger Macklean och Ramel skickade han en sakkunnig till Schweiz att studera Johann Heinrich Pestalozzis verksamhet. Likaså främjade han att vaccination infördes i Sverige.
Han blev "En av rikets herrar" år 1823, var medlem av ett flertal akademier och samfund. Han var intresserad av allt, men särskilt historia och vetenskap. På sitt gods Löberöd i Skåne samlade han ett bibliotek med över 12 000 band och ett av de största enskilda arkiv, som funnits i Norden. En del av dessa urkunder lät han ge ut i tryck på egen bekostnad, med hjälp av Peter Wieselgren.
Han utsågs även till ordförande och direktör för Kungliga institutet för döfstumma och blinda på Manilla vid Djurgården i Stockholm, ett uppdrag han innehade fram till sin död.
Han översatte en del av texten till Joseph Haydns Oratorium över skapelsen (1800), skrev dramat Fale Bure (1795) samt översatte Monvels drama Clementine och Desormes (1793) och Michel-Jean Sedaines komedi Det oförsiktiga vadet (1793).
Hans hustru var grevinnan Christina Sparre af Söfdeborg, vars mor var av släkten Ramel.

## Barn
1. Gustaf Adolf Fredrik De la Gardie[1]